# ژوفره کوئه
ژوفره کوئه (فرانسوی: Geoffrey Couët‎؛ زادهٔ ۲۷ مهٔ ۱۹۸۸) یک هنرپیشه اهل فرانسه است.
از فیلم‌ها یا برنامه‌های تلویزیونی که وی در آن نقش داشته‌است می‌توان به پاریس ۰۵:۵۹: تئو و اوگو اشاره کرد.